# Arnemelassa creedi
Arnemelassa creedi är en snäckart som först beskrevs av Cox 1868.  Arnemelassa creedi ingår i släktet Arnemelassa och familjen Camaenidae. Inga underarter finns listade i Catalogue of Life.